# Adrià Domènech Fontana
Adrià Domènech Fontana   (Vilafranca del Penedès, 18 de juliol de 2002) és un jugador de bàsquet català que pertany a la plantilla del CB Cartagena de la Primera FEB. Amb 2,10 metres d'alçada, juga en la posició d'ala-pivot.

## Trajectòria esportiva
Nascut a Villafranca del Penedès, Domenech és una ala-pivot format a la pedrera del Club Joventut Badalona. Després de jugar amb l'equip júnior, la temporada 2019-2020, el jugador és cedit al Club Bàsquet Prat de Lliga LEB Plata, en el qual va fer una mitjana de 3.4 punts, 2.8 rebots i 4.6 de valoració en 9 trobades.
La temporada 2020-21, torna a estar cedit al Club Bàsquet Prat de Lliga LEB Plata, amb el qual aconseguiria l'ascens a la Lliga LEB Or.
El 30 de juliol de 2021, és confirmat pel Club Bàsquet Prat per a disputar la Lliga LEB Or, sent la seva tercera temporada cedit pel Club Joventut Badalona. Durant aquella pretemporada va disputar un partit amistòs amb el primer equip de la Penya a Andorra.
El 5 d'agost de 2022, signa per l'Oviedo Club Bàsquet de la Lliga LEB Or.
El 8 d'agost de 2023, signa pel Reial Betis Bàsquet de la Lliga LEB Or. En el mes de gener de 2025 va rescindir el contracte amb l'equip sevillà i va fitxar per l'Odilo Cartagena.

### Selecció nacional
Va disputar el Campionat Europeu de Bàsquet Masculí Sub-16 de 2018 amb la selecció de bàsquet d'Espanya, aconseguint la medalla de plata.
El 2022 va ser part del combinat espanyol que va disputar l'Eurobasket Sub-20 de Montenegro, en que es va emportar l'or.